# Wang Feng (minnesatlet)
Wang Feng (född 1990) är en kinesisk minnesatlet, tvåfaldig vinnare av världsmästerskapen i minne och den första icke-europé att vinna titeln.
Den 5 december 2010 vann han det 19:e världsmästerskapet i minnesteknik i Guangzhou, Kina med ett rekord på 9486 poäng, vilket tog honom till toppen av världsrankingen.
I december 2011 vann han återigen den 20:e världsmästerskapet i minne i Guangzhou, Kina med 8477 poäng (i linje med 2011 års Millennium Scoring Adjustments) och behöll därmed sin förstaplats i världsrankingen.